# Herman Bergdorf
Herman Bergdorf was de medeoprichter van warenhuis Bergdorf Goodman. Afkomstig uit de Franse Elzas, startte kleermaker Bergdorf in 1899 een kledingwinkel. In 1901 nam zijn leerling Erwin Goodman een belang in de zaak, waarna de winkel verder ging onder de naam Bergdorf Goodman. Twee jaar later werd Bergdorf volledig uitgekocht door Goodman. Bergdorf ging met pensioen en bracht zijn laatste jaren door in Parijs.
Bergdorf was getrouwd met Eugenie Bergdorf (overleden op 5 januari 1938). Het paar had een dochter, Blanche.